# Saint-Agnant
Saint-Agnant (sentonško Maréne) je naselje in občina v zahodnem francoskem departmaju Charente-Maritime regije Poitou-Charentes. Leta 2006 je naselje imelo 2.285 prebivalcev.

## Geografija
Kraj leži v pokrajini Saintonge ob vodnem kanalu, ki povezuje reki Charente in Seudre, 31 km severozahodno od središča pokrajine Saintes. Severozahodno od kraja se nahaja civilno-vojaško letališče Rochefort - Saint Agnant.

## Uprava
Saint-Agnant je sedež istoimenskega kantona, v katerega so poleg njegove vključene še občine Beaugeay, Champagne, Échillais, La Gripperie-Saint-Symphorien, Moëze, Saint-Froult, Saint-Jean-d'Angle, Saint-Nazaire-sur-Charente, Soubise in Port-des-Barques s 13.649 prebivalci.
Kanton Saint-Agnant je sestavni del okrožja Rochefort.